# Anna Turbau
Anna Turbau (Barcelona, 27 de marzo de 1949-19 de marzo de 2025) fue una fotoperiodista española vinculada a la contracultura y al realismo fotográfico, que también ha realizado proyectos de carácter documental. Es de particular importancia su producción fotográfica en Galicia entre los años 1975 y 1979, suscitando gran interés dentro del panorama artístico español; por ello, algunas de sus fotografías han sido adquiridas por prestigiosas instituciones como el Museo Nacional Centro de Arte Reina Sofía. Su estilo fotográfico, caracterizado por el habitual uso del blanco y negro con voluntad simbólica y el angular para conseguir efectos ópticos muy expresionistas, se ha vinculado al de otros fotoperiodistas como Pilar Aymerich o Manel Armengol. Entre sus referentes, Anna Turbau ha destacado a fotógrafas y fotógrafos como Cristina García Rodero, Koldo Chamorro, Robert Doisneau o Robert Frank.

## Biografía y obra
Pese a estar interesada de joven por la escultura, estudió diseño gráfico en la Escuela Massana (Centre d'Art i Disseny) y después en la Escola Elisava (Escola Universitària de Disseny i Enginyeria de Barcelona). Durante su etapa formativa, fue invitada a cubrir para la revista Interviú una okupación de un piso en Barcelona, descubriendo desde ese momento su vocación por la fotografía y, concretamente, por el fotoperiodismo. A partir de entonces se desvincularía del diseño definitivamente. Según ella misma, la fotografía le permitía "enseñar todo aquello a lo que a la dictadura no le gustaba ver".
Tras fotografiar la Ciutat Vella de la Barcelona de 1975, en unas imágenes que buscaban visibilizar lo invisible mostrando la pobreza y marginación del Raval, se traslada ese mismo verano a Galicia para continuar su trabajo de representación de los sujetos lumpen. Invitada por el Colexio de Arquitectos de Galicia, su primera intención era documentar el proyecto de viviendas diseñadas por César Portela y Pascuala Campos en el poblado de O Vao (Pontevedra), construidas para albergar a familias de etnia gitana. Pero la estancia de Turbau en Galicia se acabaría prolongando durante cuatro años, fijando su residencia en Santiago de Compostela en 1976 y trabajando como corresponsal de revistas como Interviú y Primera Plana. De este modo, Anna Turbau se convirtió en testigo de los nuevos movimientos sindicales y asamblearios contestatarios que comenzaban a surgir en aquella época de profundo cambio político, social y económico marcado por la Transición. Su archivo de cerca de diez mil negativos documenta con una estética personal las manifestaciones en pro del estatuto de autonomía de Galicia, las movilizaciones contra la construcción de la AP-9, el drama del naufragio del Marbel o la primera edición del festival de Ortigueira, entre otros. Sus trabajos muestran la realidad de los pueblos pequeños y olvidados en el tiempo, su arquitectura, sus gentes y, sobre todo, el papel de las mujeres en la sociedad gallega rural. Es en esos años también cuando accede al Hospital Psiquiátrico de Conxo, en Santiago de Compostela, y retrata la cruda realidad de las personas allí internas; si bien el reportaje no sería expuesto hasta casi cuatro décadas después por la dureza de las imágenes y temor a las represalias. La presión policial la forzará a poner fin a su etapa en Galicia, volviendo a Barcelona en 1979 pero encontrando serias dificultades para seguir trabajando como fotoperiodista.
En los años siguientes, formará parte de la revista Actual, donde tuvo que interrumpir su colaboración debido a su situación de madre soltera. Más tarde, se incorporó a la cadena TV3, donde desarrolló su trabajo durante 12 años como ayudante de realización, especializándose en programación educativa y cultural, siendo además miembro activo en su comité de empresa. También fue profesora de fotoperiodismo en la Escuela Internacional de Fotografía Grisart de Barcelona. En esa época vivía entre Calatañazor (Soria) y Barcelona, continuando su trabajo fotográfico como la serie Mujer y Silencio (2009) o la documentación de la exhumación de fusilados de guerra en Calatañazor (2017), con la colaboración de su marido Llorenç Soler, cineasta documental valenciano. Cuestiones de salud condicionaron el ritmo de producción de Anna Turbau.

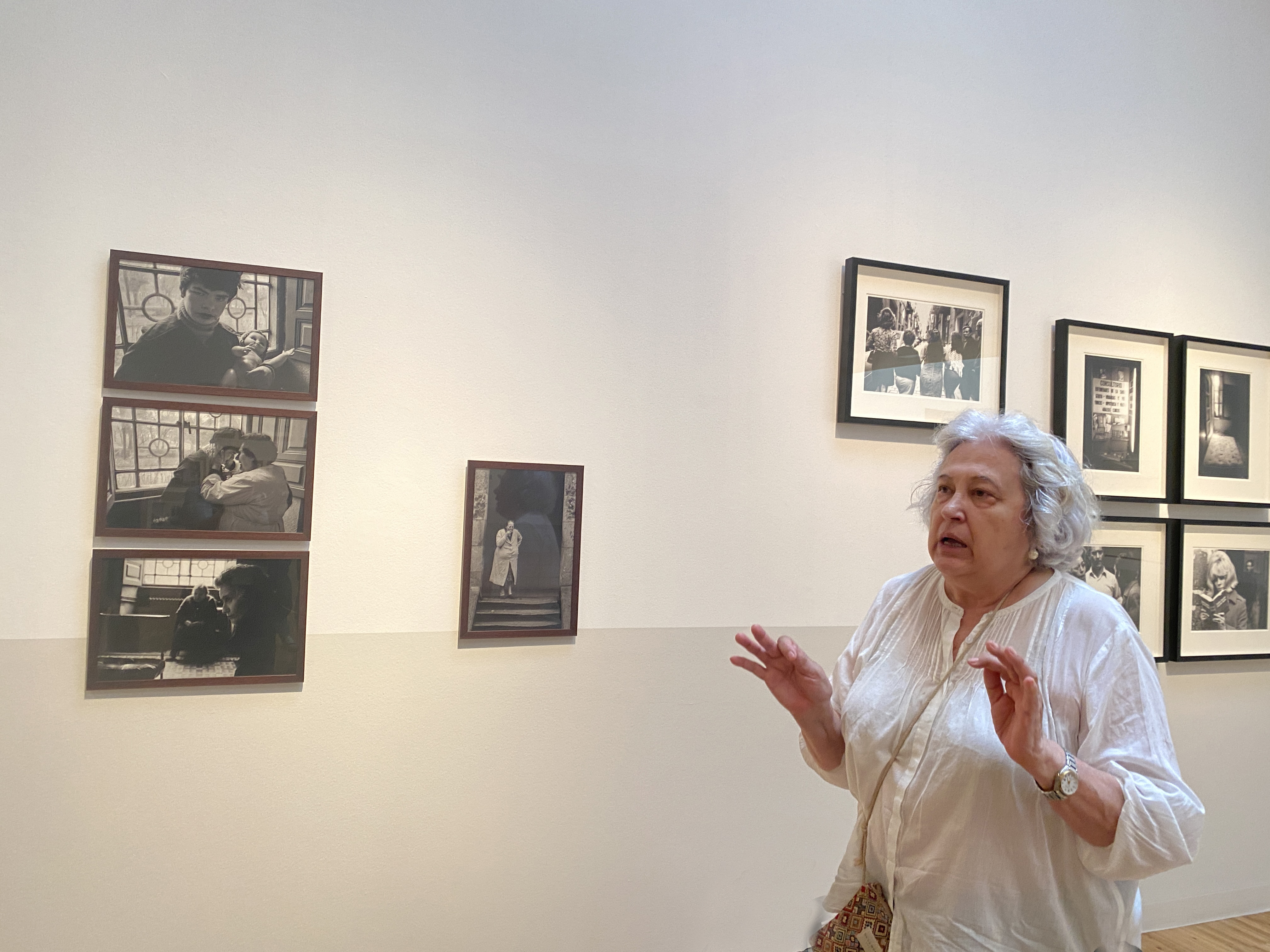
Presentando su obra en Fotonoviembre 2023

En 2017, fue publicado el libro antológico sobre su etapa en Galicia Anna Turbau. Galicia, 1975-1979, editado por el Consello da Cultura Galega, que acompañó a la exposición del mismo nombre.

## Exposiciones individuales
- "Fotografías de Jazz (IX Festival de Jazz de Barcelona)". Sala Aixelà. Barcelona, 1975. [Palau de la Música, 1975.][6]
- "Galiza". Galería Sargadelos, Santiago de Compostela, 1979.[6]
- "Galiza". Galería Spectrum-Canon, Barcelona, 1979.[6]
- "Jazz para cinco instrumentos". Espai Alternatiu del Cercle Cultural de la Caixa de Pensions. Granollers, 1987.[6]
- "Santiago, pequena historia natural. Anna Turbau". Pazo de Fonseca (USC). Santiago de Compostela, 1993. [Can Ametller, Molins de Rei, 1995 / Universidad de Tréveris (Alemania), 1997 / Sala de Collado. Caja Duero, Soria, 1998.][6]
- "Paisajes de Soria". Espai de Fotografía Frances Català-Roca. Barcelona, 1994. [Sala Charly Privat, Figueres, 1995.][6]
- "Claus des dones". Centre de Cultura de Dones Francesca Bonnemaison. Barcelona, 2009.[6]
- "Mujeres de Calatañazor". Casa del Parque del Sabinar. Muriel de la Fuente (Soria), 2011.[6]
- "Galicia, la transición años 70". Centre Cívic Golferichs. Barcelona, 2012.[6]
- "A intimidade da imaxe". Pazo de Fonseca. Santiago de Compostela, 2017. [Palacio Municipal de Exposicións de La Coruña, 2018 / Pazo da Cultura de Pontevedra, 2019.][6][8][13][14]

## Exposiciones colectivas
- "Gitanos en el mundo y el mundo gitano". Facultad de Filosofía y Letras de la Universidad Complutense. Madrid, 1979.[6]
- "5 años de fotografía de prensa en España: 1975-1980". Galería Redor-Canon, 1980.[6]
- "Muller". Quiosco alfonso. La Coruña, 1980.[6]
- FotoPres 83. La Caixa. Barcelona / Madrid, 1983.[6]
- FotoPres 84. La Caixa. Barcelona / Madrid, 1984.[6]
- "Spanien nach Franco". VHS-Zentrum. Friburgo, Alemania, 1986.[6]
- "Museu imaginari". Sala d'Art Alla Prima. Barcelona, 1986.[6]
- "10 anys de fotoperiodissme: 1978-1988". Sala de la Diputació de Tarragona. Tarragona, 1989.[6]
- "Traballadoras". Casa da Cultura. Vigo, 1989.[6]
- "Els xiringuitos de la Barceloneta". Centre Cívic Pati Llimona. Barcelona, 1992.[6]
- "Imagens de Santiago". Bienal Vila Franca de Xira (Portugal). 1997.[6]
- "Mujer y silencio" (Llorenç Soler, Anna Turbau, Concha Orrtega y Jesús Pastor). Sala Gaya Nuno. Soria, 2009. [Palacio Ducal de Medinaceli, Caja Duero. Zamora, 2009 / Soria, Salamanca, Valladolid, Zaragoza.][6]
- "Tan lejos, tan cerca. Documentalismo fotográfico en los años 70" (Koldo Chamorro, Cristina García Rodero, Cristóbal Hara, Fernando Herráez, Anna Turbau y Ramón Zabalza). PhotoEspaña. Jardín Botánico, Madrid, 2014 (Fundació Foto Colectania. Barcelona, 2014 / Museo San Telmo, 2015.][6][15][16]
- "Repetición y diferencia. Tipologías en la fotografía española". Sala San Benito. Ayuntamiento de Valladolid, 2016.[6]

## Premios y reconocimientos
2023: Premio a la Trayectoria Fotográfica del Transhumant Festival de Cataluña.